# Campeonato Mundial de Atletismo de 2013 - 400 m feminino
A prova dos 400 metros feminino do Campeonato Mundial de Atletismo de 2013 foi disputada entre 10 e 12 de agosto no Estádio Lujniki, em Moscou.

## Recordes
Antes desta competição, os recordes mundiais e do campeonato nesta prova eram os seguintes. 
| Tipo                  | Atleta                | Tempo | Local    | Data                 | Ref |
| --------------------- | --------------------- | ----- | -------- | -------------------- | --- |
|                       | Marita Koch           | 47.99 | Canberra | 6 de outubro de 1985 | ver |
| Recorde do campeonato | Jarmila Kratochvílová | 47.99 | Helsinki | 10 de agosto de 1983 | ver |

## Medalhistas
| Ouro                     | Prata                 | Bronze                    |
| Christine Ohuruogu (GBR) | Amantle Montsho (BOT) | Stephanie McPherson (JAM) |

## Cronograma
| Data         | Hora  | Evento    |
| ------------ | ----- | --------- |
| 10 de agosto | 18:05 | Baterias  |
| 11 de agosto | 20:05 | Semifinal |
| 12 de agosto | 21:15 | Final     |

Todos os horários são horas locais (UTC +4)

## Resultados

### Baterias
Qualificação: Os 4 de cada bateria (Q) e os 4 mais rápidos (q) avançam para a semifinal. 
| Classificação | Bateria | Faixa | Nome                   | Nacionalidade            | Tempo | Notas      |
| ------------- | ------- | ----- | ---------------------- | ------------------------ | ----- | ---------- |
| 1             | 2       | 6     | Christine Ohuruogu     | Grã-Bretanha             | 50.20 | Q          |
| 2             | 3       | 7     | Francena McCorory      | Estados Unidos           | 50.56 | Q          |
| 3             | 2       | 3     | Natasha Hastings       | Estados Unidos           | 50.64 | Q          |
| 4             | 4       | 5     | Ksenija Ryžova         | Rússia                   | 50.69 | Q          |
| 5             | 5       | 5     | Amantle Montsho        | Botswana                 | 50.75 | Q          |
| 6             | 4       | 2     | Novlene Williams-Mills | Jamaica                  | 50.83 | Q          |
| 7             | 3       | 4     | Stephenie McPherson    | Jamaica                  | 50.98 | Q          |
| 8             | 5       | 2     | Regina George          | Nigéria                  | 51.01 | Q          |
| 9             | 4       | 3     | Natalija Pyhyda        | Ucrânia                  | 51.17 | Q, SB      |
| 10            | 3       | 2     | Libania Grenot         | Itália                   | 51.43 | Q, SB      |
| 11            | 1       | 5     | Ashley Spencer         | Estados Unidos           | 51.48 | Q          |
| 12            | 4       | 6     | Bianca Răzor           | Roménia                  | 51.51 | Q, PB      |
| 13            | 1       | 4     | Kineke Alexander       | São Vicente e Granadinas | 51.62 | Q, SB      |
| 14            | 3       | 8     | Floria Guei            | França                   | 51.75 | Q          |
| 15            | 2       | 1     | Marie Gayot            | França                   | 51.83 | Q          |
| 16            | 1       | 6     | Omolara Omotoso        | Níger                    | 51.98 | Q          |
| 17            | 4       | 4     | Tjipekapora Herunga    | Namíbia                  | 52.01 | q, SB      |
| 18            | 4       | 8     | Chiara Bazzoni         | Itália                   | 52.14 | q          |
| 19            | 4       | 7     | Esther Cremer          | Alemanha                 | 52.17 | q          |
| 20            | 5       | 6     | Patricia Hall          | Jamaica                  | 52.20 | Q          |
| 21            | 2       | 2     | Amy Mbacké Thiam       | Senegal                  | 52.24 | Q          |
| 22            | 1       | 8     | Agne Šerkšnienė        | Lituânia                 | 52.28 | q, PB      |
| 23            | 2       | 4     | Moa Hjelmer            | Suécia                   | 52.39 |            |
| 24            | 5       | 7     | Aauri Bokesa           | Espanha                  | 52.44 | Q          |
| 25            | 1       | 7     | Olesea Cojuhari        | Moldávia                 | 52.45 |            |
| 26            | 5       | 4     | Jennifer Carey         | Irlanda                  | 52.62 |            |
| 27            | 5       | 8     | Caitlin Sargent        | Austrália                | 52.63 |            |
| 28            | 2       | 8     | Joelma Sousa           | Brasil                   | 53.01 |            |
| 29            | 3       | 5     | Alicia Brown           | Canadá                   | 53.26 |            |
| 30            | 1       | 2     | Kadecia Baird          | Guiana                   | 53.73 |            |
| 31            | 3       | 6     | Zhao Yanmin            | China                    | 54.03 |            |
| 32            | 2       | 7     | Gretta Taslakian       | Líbano                   | 54.56 |            |
| 33            | 3       | 3     | Sade Sealy             | Barbados                 | 55.45 |            |
| 34            | 2       | 5     | Phumlile Ndzinisa      | Essuatíni                | 56.36 |            |
| 35 !          | 5       | 3     | Maureen Jelagat Maiyo  | Quênia                   | DQ    |            |
| —             | 1       | 3     | Antonina Krivošapka    | Rússia                   | 51.27 | DSQ Doping |

### Semifinal
Qualificação: Os 2 de cada bateria (Q) e os 2 mais rápidos (q) avançam para a final.
| Classificação | Bateria | Faixa | Nome                   | Nacionalidade            | Tempo | Notas      |
| ------------- | ------- | ----- | ---------------------- | ------------------------ | ----- | ---------- |
| 1             | 1       | 5     | Amantle Montsho        | Botswana                 | 49.56 | Q          |
| 2             | 2       | 4     | Christine Ohuruogu     | Grã-Bretanha             | 49.75 | Q, SB      |
| 3             | 3       | 5     | Francena McCorory      | Estados Unidos           | 49.86 | Q, PB      |
| 4             | 2       | 5     | Natasha Hastings       | Estados Unidos           | 49.94 | Q, SB      |
| 4             | 3       | 3     | Stephenie McPherson    | Jamaica                  | 49.99 | q          |
| 6             | 2       | 6     | Novlene Williams-Mills | Jamaica                  | 50.34 | q          |
| 7             | 2       | 3     | Libania Grenot         | Itália                   | 50.47 | SB         |
| 8             | 1       | 3     | Ksenija Ryžova         | Rússia                   | 50.48 | Q          |
| 9             | 1       | 6     | Regina George          | Nigéria                  | 50.84 | PB         |
| 10            | 3       | 6     | Natalija Pyhyda        | Ucrânia                  | 51.02 | PB         |
| 11            | 2       | 7     | Floria Guei            | França                   | 51.42 | PB         |
| 12            | 1       | 7     | Bianca Răzor           | Roménia                  | 51.49 | PB         |
| 13            | 3       | 7     | Marie Gayot            | França                   | 51.54 | PB         |
| 14            | 2       | 8     | Kineke Alexander       | São Vicente e Granadinas | 51.64 |            |
| 15            | 1       | 4     | Ashley Spencer         | Estados Unidos           | 51.80 |            |
| 16            | 3       | 1     | Aauri Bokesa           | Espanha                  | 51.94 |            |
| 17            | 1       | 2     | Chiara Bazzoni         | Itália                   | 52.11 |            |
| 18            | 1       | 1     | Tjipekapora Herunga    | Namíbia                  | 52.28 |            |
| 19            | 2       | 1     | Amy Mbacké Thiam       | Senegal                  | 52.37 |            |
| 20            | 3       | 8     | Omolara Omotoso        | Nigéria                  | 52.38 |            |
| 21            | 3       | 2     | Esther Cremer          | Alemanha                 | 52.42 |            |
| 22            | 2       | 2     | Agne Šerkšnienė        | Lituânia                 | 52.48 |            |
| 23            | 1       | 8     | Patricia Hall          | Jamaica                  | 52.62 |            |
| —             | 3       | 4     | Antonina Krivošapka    | Rússia                   | 49.99 | DSQ Doping |

### Final
A final foi iniciada as 21:15.
| Colocação         | Faixa | Nome                   | Nacionalidade  | Tempo | Notas      |
| ----------------- | ----- | ---------------------- | -------------- | ----- | ---------- |
| Medalha de ouro   | 4     | Christine Ohuruogu     | Grã-Bretanha   | 49.41 | NR         |
| Medalha de prata  | 5     | Amantle Montsho        | Botswana       | 49.41 |            |
| Medalha de bronze | 2     | Stephenie McPherson    | Jamaica        | 49.99 |            |
| 4                 | 3     | Natasha Hastings       | Estados Unidos | 50.30 |            |
| 5                 | 6     | Francena McCorory      | Estados Unidos | 50.68 |            |
| 6                 | 7     | Ksenija Ryžova         | Rússia         | 50.98 |            |
| 7                 | 1     | Novlene Williams-Mills | Jamaica        | 51.49 |            |
| —                 | 8     | Antonina Krivošapka    | Rússia         | 49.78 | DSQ Doping |

Legenda
| Recorde mundial       | Recorde mundial (World record)               |                       | Recorde africano                      | Recorde africano (African) |                                           | Q | Classificado por posição (Qualified) |
| Recorde do campeonato | Recorde do campeonato (Championship record)  | Recorde da América    | Recorde da América (Americas)         | q                          | Classificado por melhor tempo (Qualified) |   |                                      |
| Melhor marca do ano   | Melhor marca do ano (World leading)          | Recorde asiático      | Recorde asiático (Asian)              | DNS                        | Não largou (Did not start)                |   |                                      |
| Recorde nacional      | Recorde nacional (National record)           | Recorde europeu       | Recorde europeu (European)            | DNF                        | Não terminou (Did not finish)             |   |                                      |
| Recorde pessoal       | Recorde pessoal do atleta (Personal best)    | Recorde da Oceania    | Recorde da Oceania (Oceania)          | DSQ / DQ                   | Desclassificado (Disqualified)            |   |                                      |
| Recorde da temporada  | Recorde da temporada do atleta (Season best) | Recorde sul-americano | Recorde sul-americano (South America) | NM                         | Sem marca (No mark)                       |   |                                      |